# 黄淮
黄 淮（こう わい、至正27年（1367年）- 正統14年6月3日（1449年6月22日））は、明代の官僚。字は宗豫。本貫は温州永嘉県。

## 生涯
黄淮の父の黄性は元末に方国珍が温州を占拠すると、姿をくらましてその下につくことを避けた。黄淮は明の洪武末年に進士に及第し、中書舎人に任じられた。建文4年（1402年）、永楽帝が即位すると、召し出されて受け答えが気に入られ、解縉とともに帝の腰掛けの左に常に立って、諮問に備えるよう命じられた。解縉ら6人とともに文淵閣に宿直し、翰林編修に転じ、侍読に進んだ。永楽2年（1404年）、皇太子を立てる議論が起こると、黄淮は嫡長子を立てるよう主張した。皇太子朱高熾が立てられると、黄淮は侍読を兼ねたまま、左庶子に転じた。永楽5年（1407年）、解縉が左遷されると、黄淮は右春坊大学士に進んだ。永楽6年（1408年）、胡広・金幼孜・楊栄・楊士奇とともに皇太孫朱瞻基の輔導の任にあてられた。永楽7年（1409年）、永楽帝が北巡に出立すると、黄淮は蹇義・金忠・楊士奇とともに皇太子の監国を補佐した。永楽11年（1413年）、永楽帝が再び北巡すると、黄淮は北京の留守をつとめた。永楽12年（1414年）、永楽帝が第二次漠北遠征をおこない、オイラトを討って帰還したが、皇太子の迎えの使者が遅くなった。漢王朱高煦による2度の讒言もあって、永楽帝は東宮の属僚たちを全員投獄した。黄淮は楊溥や金問らとともに罪に問われて、10年のあいだ獄に繋がれた。
永楽22年（1424年）、洪熙帝（朱高熾）が即位すると、黄淮は官に復帰した。ほどなく抜擢されて通政使となり、武英殿大学士を兼ね、楊栄・金幼孜・楊士奇らとともに内制を管掌した。母が死去したため、服喪のための辞職を願い出たが、許可されなかった。洪熙元年（1425年）、大学士を兼ねたまま、少保・戸部尚書に進んだ。洪熙帝が死去したとき、皇太子朱瞻基は南京にいた。漢王朱高煦が野心を逞しくしており、朝廷の内外は次期の皇帝の座を巡って疑心暗鬼に駆られていたことから、黄淮は憂苦のあまり吐血した。宣徳元年（1426年）、宣徳帝（朱瞻基）が楽安州の朱高煦を自ら討つと、黄淮は北京の留守を命じられた。宣徳2年（1427年）、病のため帰休を願い出て許された。父の黄性は90歳に達しており、黄淮は最後の孝養を尽くした。宣徳6年（1431年）、黄性が死去すると、宣徳帝に葬祭を賜った。黄淮は宮殿を訪れて感謝を述べた。西苑での遊覧の栄を賜り、肩輿に乗って万歳山を登った。宣徳8年（1433年）、会試の主試験官となるよう命じられたが、辞して故郷に帰った。太液池で餞別を受けると、宣徳帝は長歌を黄淮に送り、「朕の誕生日に卿はまた来るように」といった。宣徳9年（1434年）、黄淮は宣徳帝の誕生日を祝うために入朝した。宣徳10年（1435年）、英宗が即位すると、黄淮は再び入朝した。
正統14年6月3日（1449年6月22日）、死去した。享年は83。諡は文簡といった。著書に『省愆集』2巻・『詞』1巻があった。